# Bücker Bü 182
Il Bücker Bü 182 Kornett (ufficiale di cavalleria in lingua tedesca) era un monomotore da addestramento avanzato monoposto ad ala bassa a sbalzo sviluppato dall'azienda tedesca Bücker Flugzeugbau nei primi anni quaranta e destinato alle scuole di volo della Luftwaffe.

## Storia del progetto
Il Bü 182 era stato progettato per fornire un velivolo ancora più prestante e moderno dei precedenti Bü 131 e 133, tanto da conservare e migliorare anche le loro caratteristiche acrobatiche, conservando nel contempo un basso costo di gestione. Doveva costituire un ulteriore sviluppo per avvicinare le prestazioni dei caccia che i piloti della Luftwaffe avrebbero usato in azioni belliche. Inizialmente era previsto che potesse essere dotato di bombe per l'addestramento all'uso di cacciabombardieri.
Il Bü 182 era dotato di una fusoliera con cabina di pilotaggio chiusa, che terminava in un piano di coda dal classico impennaggio monoderiva. L'ala bassa era montata a sbalzo sulla fusoliera alla quale era collegato il carrello d'atterraggio fisso semicarenato, dotato posteriormente di un ruotino d'appoggio.
Il Reichsluftfahrtministerium (RLM) non ritenne necessario dotarsi di un simile velivolo e il progetto fu abbandonato dopo la realizzazione di soli 4 esemplari.

## Versioni
- Bü 182 A: versione equipaggiata con un motore Walter Mikron da 60 PS (44 kW).
- Bü 182 B:
- Bü 182 C: versione equipaggiata con un motore Bücker BüM 700 da 80 PS (89 kW).